# Bruśnik
Bruśnik ist ein Dorf der Gemeinde Ciężkowice im Powiat Tarnowski der Woiwodschaft Kleinpolen in Polen.

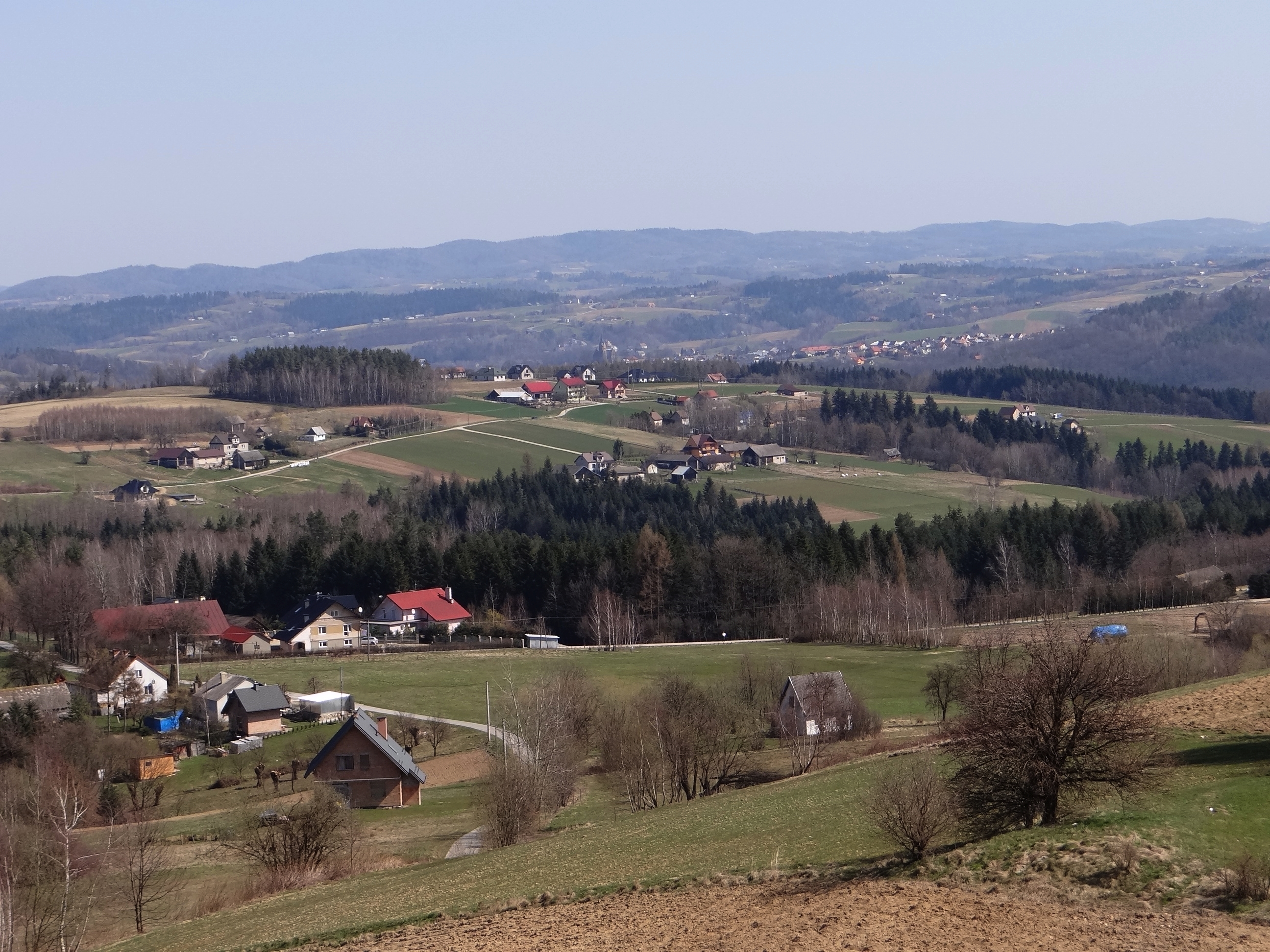
Blick auf das Dorf

## Geographie
Der Ort liegt auf einem Hügel im Pogórze Rożnowskie. Die Nachbarorte sind die Stadt Bobowa im Südosten, Brzana im Süden, Falkowa im Südwesten, Siekierczyna im Nordwesten, Kąśna Górna im Norden, Kąśna Dolna im Nordosten, sowie Pławna im Osten.

## Geschichte
Der Ort wurde im Jahr 1357 als die Pfarrei Brusnik erstmals urkundlich erwähnt. Der Name ist vom Appellativ brus (Stein, Wetzstein) mit dem Suffix -ik abgeleitet. 1472 erhielt das Dorf das deutsche Recht.
Politisch und administrativ gehörte das private Dorf zum Königreich Polen (ab 1569 in der Adelsrepublik Polen-Litauen), Woiwodschaft Krakau, Kreis Sącz. In der Zeit der Reformation um das Jahr 1600 wurde die Ortskirche zum Sitz eine arianischen Gemeinde, d. h. der Polnischen Brüder, und zwar eine der größten in Polen.
Bei der Ersten Teilung Polens kam Bruśnik 1772 zum neuen Königreich Galizien und Lodomerien des habsburgischen Kaiserreichs (ab 1804).

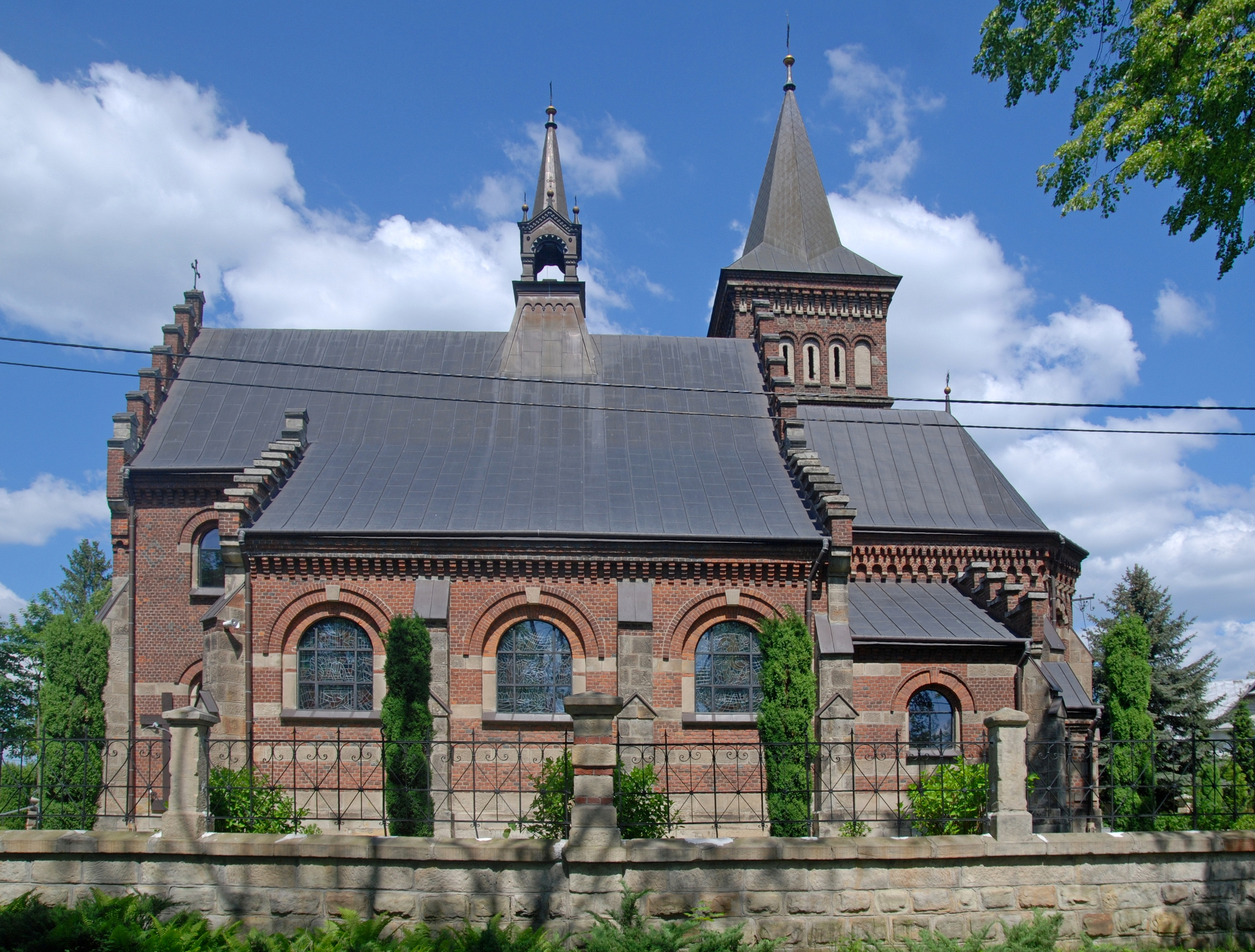
Ortskirche

1918, nach dem Ende des Ersten Weltkriegs und dem Zusammenbruch der k.u.k. Monarchie, kam Bruśnik zu Polen. Unterbrochen wurde dies nur durch die Besetzung Polens durch die Wehrmacht im Zweiten Weltkrieg.
Von 1975 bis 1998 gehörte Bruśnik zur Woiwodschaft Tarnów.

## Sehenswürdigkeiten

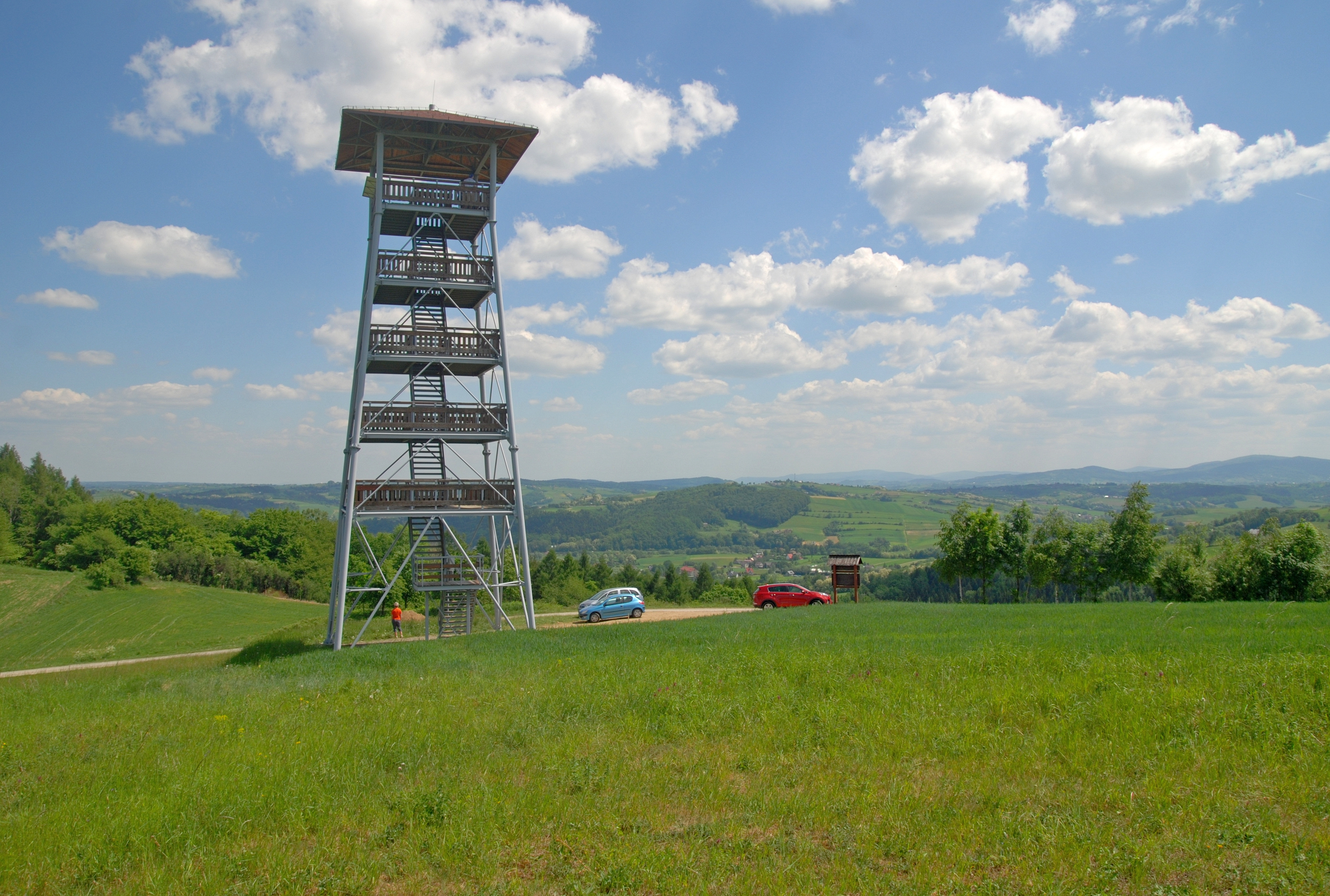
Aussichtsturm

- Kirche, gebaut 1903 nach dem Projekt von Jan Sas-Zubrzycki, an der Stelle der alten Kirche aus 1555;[1]
- Aussichtsturm am Hügel Styrki (420 m), 23 m hoch, gebaut 2013;